# Lochousice
Lochousice é uma comuna checa localizada na região de Plzeň, distrito de Plzeň-sever.